# Wiroko
Wiroko is een bestuurslaag in het regentschap Wonogiri van de provincie Midden-Java, Indonesië. Wiroko telt 2677 inwoners (volkstelling 2010).